# Anillomyrma tridens
Anillomyrma tridens é uma espécie de inseto do gênero Anillomyrma, pertencente à família Formicidae.